# Corral (Cartes)
Corral es una localidad del municipio de Cartes (Cantabria, España). Está situada a 200 metros de altitud sobre el nivel del mar. Tiene una población de 81 habitantes (2023, INE). Está a 3,9 kilómetros de la capital municipal. Pasa por esta aldea el arroyo Chico, en el que se ubicaba el llamado Molino de Las Bárcenas. 
Junto con la localidad de San Miguel, forma el término o lugar de Cohicillos. Esta aldea de Corral no se incluyó en el primer ayuntamiento constitucional de Cartes, formado durante el Trienio Liberal (1821-1823), sino que formó concejo propio, el de Cohicillos, constituido por las localidades de Yermo, Corral, San Miguel y Riocorvo. Fue en el año 1835 cuando se anexionó al ayuntamiento de Cartes.
Entre San Miguel y Corral se encuentra la iglesia de la Purísima Concepción o de San Pantaleón, del siglo XVII, perteneciente a la parroquia de Yermo. Aquí celebraban concejo los vecinos. En el término de Cohicillos está también la ermita de San Cipriano, erigida en el mismo siglo, cuya fiesta se celebra el día 16 de septiembre. Está declarada de Interés Turístico Regional y a ella asisten romeros de todo el valle del río Besaya.
Corral celebra la fiesta de San Pantaleón el 27 de julio. De su patrimonio destaca la presencia de varias casas con blasón, destacando una casona típica montañesa con soportal de arcada de medio punto.
- Datos: Q5789024